# Kasteel van Fernelmont
Het kasteel van Fernelmont ligt in Noville-les-Bois in de provincie Namen. Het kasteel bestaat uit een 13e-eeuwse donjon, een 16e-eeuws woonhuis en een achterhuis uit de tweede helft van de 18e eeuw. Het kasteel bestaat uit vier vleugels rond een binnenplaats en is volledig omgeven door water. Voor het kasteel staat een ommuurd landbouwcomplex uit de 17e eeuw, waarvan echter verschillende gebouwen zijn verdwenen.
Het kasteel werd beschermd in 1934 en de volledige site in 1982. Het kasteel is ook opgenomen op de lijst van uitzonderlijk Waals erfgoed. Het kasteel is in privébezit en wordt enkel uitzonderlijk opengesteld voor het publiek.
De naam betekent "Essenberg", in het Frans "Mont aux Frênes".

## Geschiedenis
De eerste beschrijving van het domein van Fernelmont dateert uit 1269 toen de jongste zoon van Noville dit domein bestuurde. Hij bouwde een houten toren en een boerderij. Aan het begin van de 15e eeuw ging het landgoed naar de familie Longchamps. Door een huwelijk in het midden van de 16e eeuw kwam de familie Marbais in het bezit van het kasteel. In 1618, kocht de familie Barwitz het kasteel. Het kasteel kreeg vervolgens zijn huidige uiterlijk.
In 1709 werd het landgoed gekocht door de familie Van Harscamp. Na de dood van Marie-Isabelle Van Harscamp in 1805, stond het kasteel leeg. De inboedel verdween; zo werden de schouwen in 1930 verhuisd naar het kasteel van Franc-Waret. In de 20e eeuw werd het kasteel gerenoveerd.